# Губерт Меєр
Губерт Меєр (нім. Hubert Meyer; 5 грудня 1913, Берлін — 16 листопада 2012, Леверкузен) — німецький офіцер, оберштурмбаннфюрер СС. Кавалер Німецького хреста в золоті.

## Біографія
В 1932-34 роках вивчав хімію. 15 липня 1933 року вступив в СС (посвідчення №266 464), членом НСДАП ніколи не був. 4 серпня 1934 року зарахований в 12-ту роту штандарту СС «Дойчланд». В 1937 році закінчив курс юнкерської школи СС в Бад-Тельці і направлений на службу в «Лейбштандарт», де 1 травня очолив взвод 10-ї роти. Учасник Польської кампанії, після якої призначений ад'ютантом 3-го батальйону. Учасник Французької кампанії, після якою в червні 1940 року очолив 10-ту роту (згодом перейменована на 12-ту). Учасник Балканської кампанії і німецько-радянської війни. 20 листопада 1941 року переведений в штаб артилерійського полку «Лейбштандарту», влітку 1942 року — в штаб 1-го моторизованого полку СС. З 14 лютого по 9 березня 1943 року — командир 3-го батальйону свого полку. В червні-вересні 1943 року відряджений для перепідготовки на 10-ті курси офіцерів Генштабу при Військовій академії, після чого призначений 1-м офіцером Генштабу (начальником штабу) 12-ї танкової дивізії СС «Гітлер'югенд».З 6 вересня по 24 жовтня 1944 року виконував обов'язки командира дивізії. 8 травня 1945 року здався американським військам. В 1948 році звільнений з полону. Брав активну участь в роботі ветеранських союзів, в 1969-92 роках — один з трьох почесних голів ХІАГ.

## Звання
- Унтерштурмфюрер СС (20 квітня 1937)
- Оберштурмфюрер СС (9 листопада 1938)
- Гауптштурмфюрер СС (9 листопада 1940)
- Штурмбаннфюрер СС (20 квітня 1943)
- Оберштурмбаннфюрер СС (9 листопада 1944)

## Нагороди
- Медаль «За вислугу років у СС» 4-го і 3-го ступеня (8 років)
- Залізний хрест
  - 2-го класу (8 листопада 1939)
  - 1-го класу (7 липня 1941)
- Нагрудний знак «За поранення» в чорному (1 вересня 1941) — за 2 поранення.
- Штурмовий піхотний знак в бронзі (11 березня 1942)
- Медаль «За зимову кампанію на Сході 1941/42» (25 серпня 1942)
- Німецький хрест в золоті (6 травня 1943)
- Орден «За хоробрість» 4-го ступеня, 1-й клас (Болгарія)